# TTC Tamara Hoeselt
TTC Tamara Hoeselt (LK103) is een Belgische tafeltennisclub uit Hoeselt.
De club werd op 4 oktober 1979 opgericht door een negental recreatieve tafeltennissers. De club groeide uit tot een van de grootste tafeltennisclubs van Limburg. Anno 2021 speelt haar hoogste mannenteam in de eerste nationale. De damesploeg promoveerde in 2013 naar de Superdivisie, de hoogste afdeling van het Belgische damestafeltennis. De club heeft een goede jeugdwerking en levert met enige regelmaat provinciale, Vlaamse en Belgische kampioenen af.
De club heeft een eigen lokaal aan de Catsbeekstraat in Hoeselt.